# Copelatus agrias
Copelatus agrias är en skalbaggsart som beskrevs av Guignot 1954. Copelatus agrias ingår i släktet Copelatus och familjen dykare. Inga underarter finns listade i Catalogue of Life.